# 克里斯蒂·肯尼
克里斯蒂·安妮·肯尼（英語：Kristie Anne Kenney，1955年5月24日—）是美國前外交官，2016年至 2017年擔任第32任美国国务院顾问，獲得荣获国务卿杰出服务奖，并曾担任美国外交部门最高级别的职业大使，2016-2017年過渡時期國務院過渡協調官。
肯尼先前曾擔任美國駐厄瓜多共和國大使、美國駐菲律賓大使，最近擔任美國駐泰國大使。也是美國駐後兩國的第一位女性大使。肯尼擁有杜蘭大學拉丁美洲研究硕士學位和克莱门森大学政治學學士學位。

## 外部連結
维基共享资源上的相關多媒體資源：克里斯蒂·肯尼
- (official biography). United States Department of State. 2006-07-06  [2007-08-21]. （原始内容存档于2023-04-14）.